# Caloundra International 2004
Il Caloundra International 2004 è stato un torneo di tennis facente parte della categoria ATP Challenger Series nell'ambito dell'ATP Challenger Series 2004. Il torneo si è giocato a Caloundra in Australia dal 1 al 7 novembre 2004 su campi in cemento.

## Vincitori

### Singolare
Lu Yen-hsun ha battuto in finale  Takahiro Terachi con il punteggio di 6–0, 7–5

### Doppio
Luke Bourgeois /  Lu Yen-hsun hanno battuto in finale  Mark Hlawaty /  Shannon Nettle con il punteggio di 7–6(2), 7–5